# IFA Shield
La IFA Shield es un torneo de fútbol organizado por la Federación de Fútbol de India, el ente rector del fútbol en Bengala Occidental. Es el tercer torneo de fútbol a nivel de clubes más viejo de India y uno de los torneos de fútbol más viejos del mundo.

## Historia

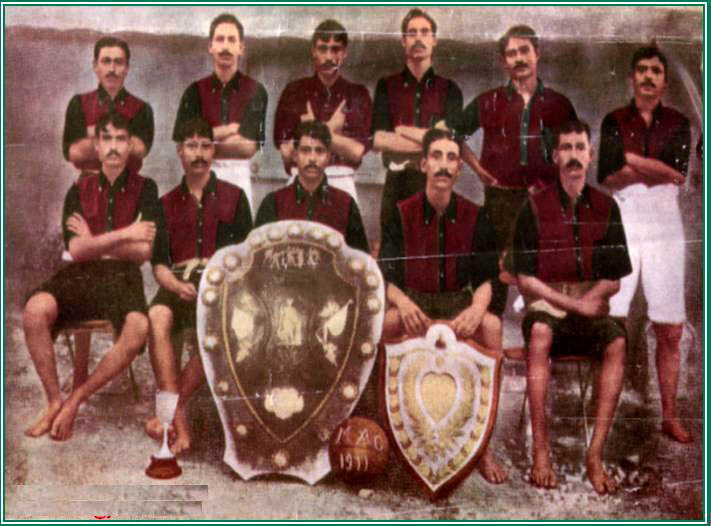
El Mohun Bagan fue el primer equipo original de India en ganar la IFA Shield en 1911.

El torneo fue creado en 1893, justo en el mismo año en el que fue creada la Federación de Fútbol de India; y en sus primeros años el torneo fue dominado por equipos representantes del ejército británico, siendo el Royal Irish Rifles el primer campeón al vencer en la final al W.D.R.A. en 1893. Sin embargo, el dominio de los equipos británicos terminó en 1911, cuando el Mohun Bagan AC fue el primer equipo originario de India en ganar la IFA Shield venciendo al East Yorkshire Regiment en la final por 2–1. Fue un momento histórico en el fútbol de India previo a la independencia luego de vencer a los ingleses en su propio juego. En esos años el Royal Irish Rifles se mantuvo como el equipo más ganador del British Army con 5 títulos, pero después el East Bengal pasó a ser el más ganador del torneo.

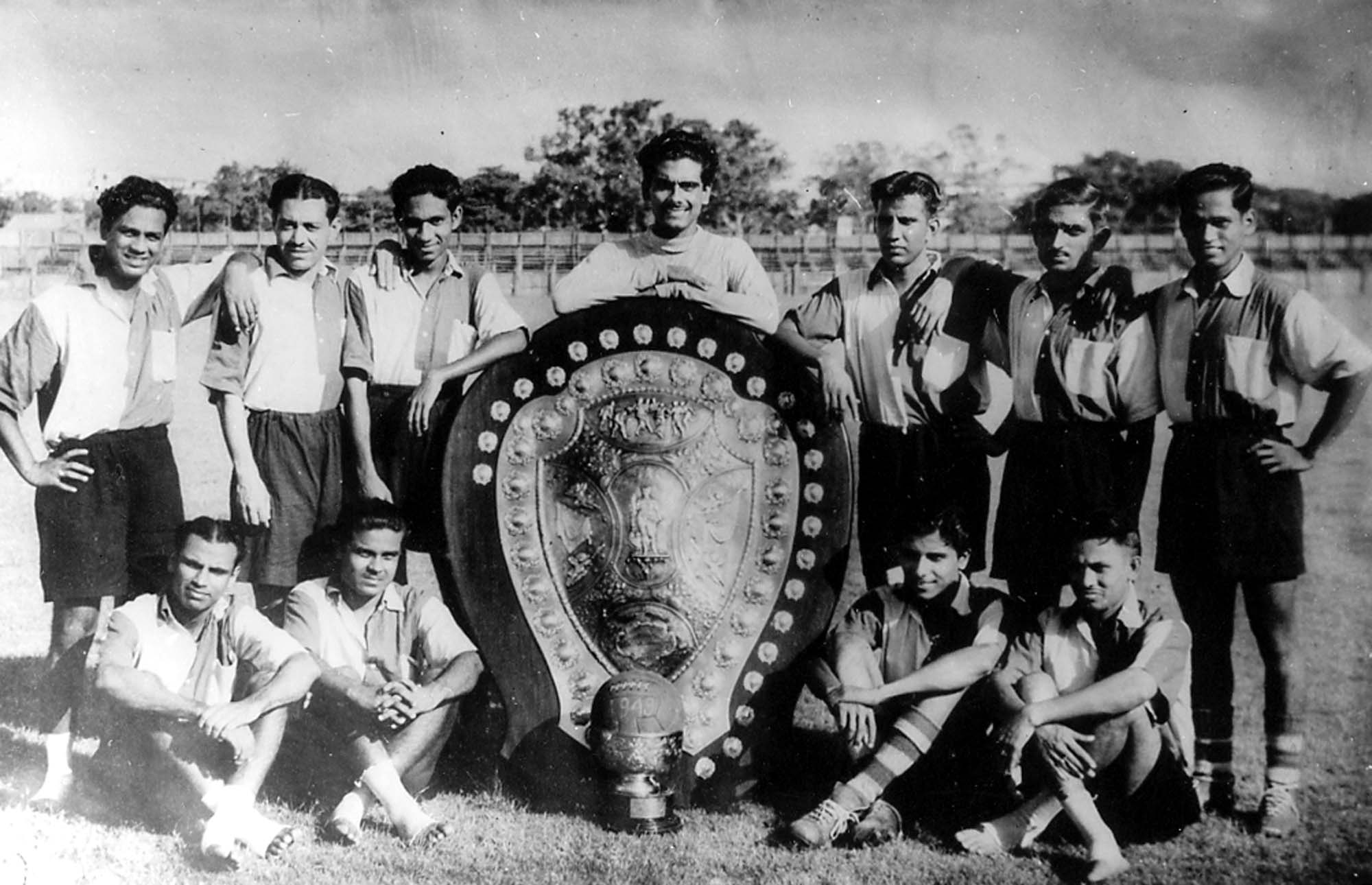
La IFA Shield de 1949 fue ganada por el East Bengal, el equipo que más veces ha ganado el torneo.

De 2015 a 2018, la IFA Shield fue diseñada como un torneo de categoría juvenil para que los equipos de todas las divisiones pudieran participar. La decisión fue tomada por la IFA debido al calendario cerrado que tenía la AIFF con la Superliga de India, la I-League, la I-League 2nd Division, las ligas estatales y la Supercopa de India entre otras. En 2020 el torneo fue de nuevo para primeros equipos.

## Resultados

### Antes de la Independencia (1893–1946)
| Año  | Campeón                                                      | Resultado                                                    | Finalista                                                    | Ref.          |
| ---- | ------------------------------------------------------------ | ------------------------------------------------------------ | ------------------------------------------------------------ | ------------- |
| 1893 | Royal Irish Rifles                                           | 1–0                                                          | W.D.R.A.                                                     |               |
| 1894 | Royal Irish Rifles                                           | 2–0                                                          | Rifle Brigade                                                |               |
| 1895 | Royal Welch Fusiliers                                        | 1–0                                                          | King's Shropshire Light Infantry                             |               |
| 1896 | Calcutta                                                     | 3–0                                                          | King's Shropshire Light Infantry                             |               |
| 1897 | Dalhousie                                                    | 4–0                                                          | 31st Field Battalion                                         |               |
| 1898 | Gloucestershire Regiment                                     | 1–0                                                          | 42nd Highlanders                                             |               |
| 1899 | South Lancashire Regiment                                    | 2–0                                                          | Barrackpore Artillery                                        |               |
| 1900 | Calcutta                                                     | 0–0; 6–0                                                     | Dalhousie                                                    |               |
| 1901 | Royal Irish Rifles                                           | 4–0                                                          | Black Watch                                                  |               |
| 1902 | 93rd Highlanders                                             | 3–0                                                          | Dalhousie                                                    |               |
| 1903 | Calcutta                                                     | 0–0; 1–1; 2–1                                                | King's Own Scottish Borderers                                |               |
| 1904 | Calcutta                                                     | 1–0                                                          | King's Own Royal Regiment                                    |               |
| 1905 | Dalhousie                                                    | 4–3                                                          | Calcutta                                                     |               |
| 1906 | Calcutta                                                     | 1–0                                                          | Highland Light Infantry                                      |               |
| 1907 | Highland Light Infantry                                      | 0–0; 1–0                                                     | Calcutta                                                     |               |
| 1908 | Gordon Highlanders                                           | 2–0                                                          | Calcutta Customs                                             |               |
| 1909 | Gordon Highlanders                                           | 0–0; 3–0                                                     | Calcutta Customs                                             |               |
| 1910 | Gordon Highlanders                                           | 0–0; 2–0                                                     | Calcutta                                                     |               |
| 1911 | Mohun Bagan AC                                               | 2–1                                                          | East Yorkshire Regiment                                      |               |
| 1912 | Royal Irish Rifles                                           | 1–0                                                          | Black Watch                                                  |               |
| 1913 | Royal Irish Rifles                                           | 2–0                                                          | 91st Highlanders                                             |               |
| 1914 | King's Own Royal Regiment                                    | 1–0                                                          | Calcutta                                                     |               |
| 1915 | Calcutta                                                     | 0–0; 3–0                                                     | Calcutta Customs                                             |               |
| 1916 | North Staffordshire Regiment                                 | 2–1                                                          | Calcutta                                                     |               |
| 1917 | 10th Batallion                                               | 2–0                                                          | Brecknockshire Battalion                                     |               |
| 1918 | Training Reserve Battalion                                   | 1–0                                                          | Signal Service Depot                                         |               |
| 1919 | 1st Battalion of Brecknockshire                              | 3–1                                                          | Calcutta                                                     |               |
| 1920 | Black Watch                                                  | 2–0                                                          | Kumartuli                                                    |               |
| 1921 | 3rd Battalion of Brecknockshire                              | 3–1                                                          | Calcutta                                                     |               |
| 1922 | Calcutta                                                     | 1–0                                                          | Dalhousie                                                    |               |
| 1923 | Calcutta                                                     | 3–0                                                          | Mohun Bagan AC                                               | [ 8 ]         |
| 1924 | Calcutta                                                     | 5–1                                                          | 23rd Brigade of Royal Engineers Association                  |               |
| 1925 | 2nd Battalion of Royal Scots Fusiliers                       | 5–1                                                          | Cheshire Regiment                                            |               |
| 1926 | Sherwood Foresters                                           | 5–1                                                          | Cheshire Regiment                                            |               |
| 1927 | Sherwood Foresters                                           | 2–0                                                          | Dalhousie                                                    |               |
| 1928 | Sherwood Foresters                                           | 2–0                                                          | Dalhousie                                                    |               |
| 1929 | 2nd Battalion Royal Ulster Rifles                            | 2–0                                                          | Rangoon Customs                                              |               |
| 1930 | Seaforth Highlanders                                         | 3–0                                                          | Royal Regiment                                               |               |
| 1931 | Highland Light Infantry                                      | 1–1; 2–1                                                     | Durham Light Infantry                                        |               |
| 1932 | 2nd Battalion Essex Regiment                                 | 2–1                                                          | Seaforth Highlanders                                         |               |
| 1933 | Duke of Cornwall's Light Infantry                            | 2–1                                                          | King's Royal Rifles                                          |               |
| 1934 | Desierto ( King's Royal Rifles y Durham Light Infantry: 2–2) | Desierto ( King's Royal Rifles y Durham Light Infantry: 2–2) | Desierto ( King's Royal Rifles y Durham Light Infantry: 2–2) | [ n 1 ] [ 9 ] |
| 1935 | East Yorkshire Regiment                                      | 1–0                                                          | Royal Regiment                                               |               |
| 1936 | Mohammedan                                                   | 0–0; 0–0; 2–1                                                | Calcutta                                                     |               |
| 1937 | 6th Fire Brigade                                             | 4–1                                                          | Police                                                       |               |
| 1938 | East Yorkshire Regiment                                      | 1–1; 1–1; 2–0                                                | Mohammedan                                                   |               |
| 1939 | Police                                                       | 2–1                                                          | Calcutta Customs                                             |               |
| 1940 | Aryan                                                        | 4–1                                                          | Mohun Bagan AC                                               |               |
| 1941 | Mohammedan                                                   | 2–0                                                          | King's Own Scottish Borderers                                |               |
| 1942 | Mohammedan                                                   | 1–0                                                          | East Bengal                                                  |               |
| 1943 | East Bengal                                                  | 3–0                                                          | Police                                                       |               |
| 1944 | Eastern Bengal Railway                                       | 1–0                                                          | East Bengal                                                  |               |
| 1945 | East Bengal                                                  | 1–0                                                          | Mohun Bagan AC                                               |               |
| 1946 | No se jugó                                                   | No se jugó                                                   | No se jugó                                                   |               |

### Desde la Independencia (1948–presente)
| Año  | Campeón                                                                            | Resultado                                                                          | Finalista                                                                          | Ref                                                 |
| ---- | ---------------------------------------------------------------------------------- | ---------------------------------------------------------------------------------- | ---------------------------------------------------------------------------------- | --------------------------------------------------- |
| 1947 | Mohun Bagan AC                                                                     | 1–0                                                                                | East Bengal                                                                        |                                                     |
| 1948 | Mohun Bagan AC                                                                     | 1–1; 2–1                                                                           | Bhawanipore                                                                        |                                                     |
| 1949 | East Bengal                                                                        | 2–0                                                                                | Mohun Bagan AC                                                                     |                                                     |
| 1950 | East Bengal                                                                        | 3–0                                                                                | Services                                                                           |                                                     |
| 1951 | East Bengal                                                                        | 0–0; 2–0                                                                           | Mohun Bagan AC                                                                     |                                                     |
| 1952 | Final abandonada luego del empate (Mohun Bagan y Rajasthan Club: 0–0; 2–2)         | Final abandonada luego del empate (Mohun Bagan y Rajasthan Club: 0–0; 2–2)         | Final abandonada luego del empate (Mohun Bagan y Rajasthan Club: 0–0; 2–2)         |                                                     |
| 1953 | Indian Culture League                                                              | 0–0; 0–0; 1–1                                                                      | East Bengal                                                                        | [ n 2 ] [ 10 ]                                      |
| 1954 | Mohun Bagan                                                                        | 1–0                                                                                | Hyderabad Sporting                                                                 |                                                     |
| 1955 | Rajasthan Club                                                                     | 0–0; 1–0                                                                           | Aryan                                                                              |                                                     |
| 1956 | Mohun Bagan AC                                                                     | 4–0                                                                                | Aryan                                                                              |                                                     |
| 1957 | Mohammedan                                                                         | 3–0                                                                                | Railways SC                                                                        |                                                     |
| 1958 | East Bengal                                                                        | 1–1; 1–0                                                                           | Mohun Bagan AC                                                                     |                                                     |
| 1959 | Abandonada por disputa por las fechas para la final                                | Abandonada por disputa por las fechas para la final                                | Abandonada por disputa por las fechas para la final                                | Abandonada por disputa por las fechas para la final |
| 1960 | Mohun Bagan AC                                                                     | 1–0                                                                                | Indian Navy                                                                        |                                                     |
| 1961 | East Bengal y Mohun Bagan (título compartido) – 0–0                                | East Bengal y Mohun Bagan (título compartido) – 0–0                                | East Bengal y Mohun Bagan (título compartido) – 0–0                                |                                                     |
| 1962 | Mohun Bagan AC                                                                     | 3–1                                                                                | Hyderabad XI                                                                       |                                                     |
| 1963 | Bengal Nagpur Railway                                                              | 1–0                                                                                | Mohammedan                                                                         |                                                     |
| 1964 | Trofeo abandonado luego del empate en la final (Mohun Bagan AC y East Bengal: 1–1) | Trofeo abandonado luego del empate en la final (Mohun Bagan AC y East Bengal: 1–1) | Trofeo abandonado luego del empate en la final (Mohun Bagan AC y East Bengal: 1–1) |                                                     |
| 1965 | East Bengal                                                                        | 1–0                                                                                | Mohun Bagan AC                                                                     |                                                     |
| 1966 | East Bengal                                                                        | 1–0                                                                                | Bengal Nagpur Railway                                                              |                                                     |
| 1967 | Final imcompleta (Mohun Bagan y East Bengal: 0–0)                                  | Final imcompleta (Mohun Bagan y East Bengal: 0–0)                                  | Final imcompleta (Mohun Bagan y East Bengal: 0–0)                                  | Final imcompleta (Mohun Bagan y East Bengal: 0–0)   |
| 1968 | Abandonada por injerencia de la Corte                                              | Abandonada por injerencia de la Corte                                              | Abandonada por injerencia de la Corte                                              | Abandonada por injerencia de la Corte               |
| 1969 | Mohun Bagan AC                                                                     | 3–1                                                                                | East Bengal                                                                        |                                                     |
| 1970 | East Bengal                                                                        | 1–0                                                                                | PAS Tehran                                                                         |                                                     |
| 1971 | Mohammedan                                                                         | 2–0                                                                                | Tollygunge Agragami                                                                | [ 11 ]                                              |
| 1972 | East Bengal                                                                        | 0–0; 0–1                                                                           | Mohun Bagan                                                                        | [ n 3 ] [ 12 ]                                      |
| 1973 | East Bengal                                                                        | 3–1                                                                                | Pyongyang                                                                          |                                                     |
| 1974 | East Bengal                                                                        | 1–0                                                                                | Mohun Bagan AC                                                                     |                                                     |
| 1975 | East Bengal                                                                        | 5–0                                                                                | Mohun Bagan AC                                                                     |                                                     |
| 1976 | East Bengal y Mohun Bagan (compartieron título) – 0–0                              | East Bengal y Mohun Bagan (compartieron título) – 0–0                              | East Bengal y Mohun Bagan (compartieron título) – 0–0                              |                                                     |
| 1977 | Mohun Bagan AC                                                                     | 1–0                                                                                | East Bengal                                                                        |                                                     |
| 1978 | Mohun Bagan y Ararat Yerevan (compatieron título) – 2–2                            | Mohun Bagan y Ararat Yerevan (compatieron título) – 2–2                            | Mohun Bagan y Ararat Yerevan (compatieron título) – 2–2                            |                                                     |
| 1979 | Mohun Bagan AC                                                                     | 1–0                                                                                | East Bengal                                                                        |                                                     |
| 1980 | Abandonado                                                                         | Abandonado                                                                         | Abandonado                                                                         | Abandonado                                          |
| 1981 | Mohun Bagan y East Bengal (compartieron título) – 2–2                              | Mohun Bagan y East Bengal (compartieron título) – 2–2                              | Mohun Bagan y East Bengal (compartieron título) – 2–2                              |                                                     |
| 1982 | Mohun Bagan AC                                                                     | 2–1                                                                                | Mohammedan                                                                         |                                                     |
| 1983 | East Bengal y Aryan (compartieron título) – 0–0                                    | East Bengal y Aryan (compartieron título) – 0–0                                    | East Bengal y Aryan (compartieron título) – 0–0                                    |                                                     |
| 1984 | East Bengal                                                                        | 1–0                                                                                | Mohun Bagan AC                                                                     |                                                     |
| 1985 | CA Peñarol                                                                         | 1–0                                                                                | Shakhtar Donetsk                                                                   |                                                     |
| 1986 | East Bengal                                                                        | 0–0 (4–2 p)                                                                        | Mohun Bagan AC                                                                     |                                                     |
| 1987 | Mohun Bagan AC                                                                     | 1–0                                                                                | Punjab Police                                                                      |                                                     |
| 1988 | No se jugó                                                                         | No se jugó                                                                         | No se jugó                                                                         |                                                     |
| 1989 | Mohun Bagan AC                                                                     | 1–0                                                                                | Tata Football Academy                                                              |                                                     |
| 1990 | East Bengal                                                                        | 1–0                                                                                | Mohammedan                                                                         | [ n 4 ] [ 13 ]                                      |
| 1991 | East Bengal                                                                        | 3–1                                                                                | Army XI                                                                            |                                                     |
| 1992 | No se jugó                                                                         | No se jugó                                                                         | No se jugó                                                                         |                                                     |
| 1993 | Pakhtakor Tashkent                                                                 | 1–1 (5–4 p)                                                                        | Irtysh Pavlodar                                                                    |                                                     |
| 1994 | East Bengal                                                                        | 2–1                                                                                | Mohun Bagan AC                                                                     |                                                     |
| 1995 | East Bengal                                                                        | 1–1 (3–1 p)                                                                        | Mohammedan                                                                         |                                                     |
| 1996 | JCT                                                                                | 1–0                                                                                | Al-Karkh                                                                           | [ 14 ]                                              |
| 1997 | East Bengal                                                                        | 3–2                                                                                | Kochin                                                                             |                                                     |
| 1998 | Mohun Bagan AC                                                                     | 2–1                                                                                | East Bengal                                                                        |                                                     |
| 1999 | Mohun Bagan AC                                                                     | 1–0                                                                                | Tollygunge Agragami                                                                |                                                     |
| 2000 | East Bengal                                                                        | 1–1 (4–1 p)                                                                        | Mohun Bagan AC                                                                     |                                                     |
| 2001 | East Bengal                                                                        | 0–1                                                                                | Palmeiras B                                                                        | [ n 5 ] [ 10 ] [ 15 ]                               |
| 2002 | East Bengal                                                                        | 0–0 (5–4 p)                                                                        | Churchill Brothers                                                                 |                                                     |
| 2003 | Mohun Bagan AC                                                                     | 0–0 (5–3 p)                                                                        | East Bengal                                                                        |                                                     |
| 2004 | Finance and Revenue                                                                | 1–1 (4–2 p)                                                                        | Mohun Bagan AC                                                                     |                                                     |
| 2005 | Bayern Munich II                                                                   | 5–1                                                                                | Eveready                                                                           |                                                     |
| 2006 | Mahindra United                                                                    | 1–0                                                                                | Mohun Bagan AC                                                                     |                                                     |
| 2007 | No se jugó                                                                         | No se jugó                                                                         | No se jugó                                                                         |                                                     |
| 2008 | Mahindra United                                                                    | 3–1                                                                                | Santos                                                                             |                                                     |
| 2009 | Churchill Brothers                                                                 | 2–0                                                                                | Mohun Bagan AC                                                                     |                                                     |
| 2010 | No se jugó                                                                         | No se jugó                                                                         | No se jugó                                                                         |                                                     |
| 2011 | Churchill Brothers                                                                 | 2–1                                                                                | Mohun Bagan AC                                                                     |                                                     |
| 2012 | East Bengal                                                                        | 4–2                                                                                | Prayag United                                                                      |                                                     |
| 2013 | Prayag United                                                                      | 1–0                                                                                | East Bengal                                                                        |                                                     |
| 2014 | Mohammedan                                                                         | 1–1 (4–3 p)                                                                        | Sheikh Jamal Dhanmondi                                                             |                                                     |
| 2015 | United U19                                                                         | 2–1                                                                                | East Bengal U19                                                                    |                                                     |
| 2016 | Tata Football Academy                                                              | 3–2 (a.e.t.)                                                                       | AIFF U19                                                                           | [ 16 ]                                              |
| 2017 | FC Pune City U19                                                                   | 3–0                                                                                | Mohun Bagan U19                                                                    |                                                     |
| 2018 | East Bengal U19                                                                    | 1–1 (4–2 p)                                                                        | Mohun Bagan U19                                                                    |                                                     |
| 2019 | No se jugó                                                                         | No se jugó                                                                         | No se jugó                                                                         |                                                     |
| 2020 | Real Kashmir                                                                       | 2–1                                                                                | George Telegraph                                                                   | [ 17 ]                                              |
| 2021 | Real Kashmir                                                                       | 2–1                                                                                | Sreenidi Deccan                                                                    | [ 18 ]                                              |
| 2023 | TBD                                                                                | TBD                                                                                | TBD                                                                                | [ 19 ]                                              |

## Títulos por equipo

### India
| N.º | Equipo             | Títulos (Último) | Finalistas |
| --- | ------------------ | ---------------- | ---------- |
| 1   | East Bengal        | 29 (2018)        | 11         |
| 2   | Mohun Bagan AC     | 20 (2003)        | 20         |
| 3   | Calcutta FC        | 9 (1924)         | 8          |
| 4   | Mohammedan         | 6 (2014)         | 4          |
| 5   | Dalhousie AC       | 2 (1905)         | 5          |
| 6   | Churchill Brothers | 2 (2011)         | 1          |
| 6   | United SC          | 2 (2015)         | 1          |
| 8   | Mahindra United    | 2 (2008)         | 0          |
| 8   | Real Kashmir       | 2 (2021)         | 0          |
| 9   | Aryan              | 1 (1940)         | 2          |
| 9   | Police AC          | 1 (1939)         | 2          |

### Equipos extranjeros
- Campeones:
  -  Club Atlético Peñarol (1985)
  -  Pakhtakor Tashkent FK (1993)
  -  Finance and Revenue FC (2004)
  -  FC Bayern Munich II (2005)
- Finalistas:
  -  PAS Tehran FC (1970)
  -  Pyongyang SC (1973)
  -  FC Ararat Yerevan (1978)
  -  FC Shakhtar Donetsk (1985)
  -  Irtysh Pavlodar FK (1993)
  -  Mohammedan SC (1995)
  -  Al-Karkh SC (1996)
  -  Palmeiras B (2001)
  -  Santos FC (2008)
  -  Sheikh Jamal Dhanmondi Club (2014)